# (7247) 1991 TD1
(7247) 1991 TD1 là một tiểu hành tinh nằm ở rìa trong của vành đai chính. Nó được phát hiện bởi Robert H. McNaught ở Đài thiên văn Siding Spring ở Coonabarabran, New South Wales, Australia, ngày 12 tháng 10 năm 1991.